# Undredals stavkyrka
Undredals stavkyrka (norska: Undredal stavkirke) är en stavkyrka i Undredal i Aurlands kommun i Vestland  fylke i västra Norge. Det är den  minsta stavkyrkan i Skandinavien som fortfarande används som församlingskyrka.
Kyrkan nämns första gången 1321, men det har antagits att den är byggd år 1147. Det stöds av en inskrift med arabiska siffror på en takstol. Dendrokronologiska analyser ger inget säkert svar men man antar att kyrkan byggdes i slutet av 1100-talet. Lorentz Dietrichson, som sammanställde information om Norges stavkyrkor,  bestecknade år 1892 kyrkan i Undredal som försvunnen och den nämns i facklitteraturen först år 1903.

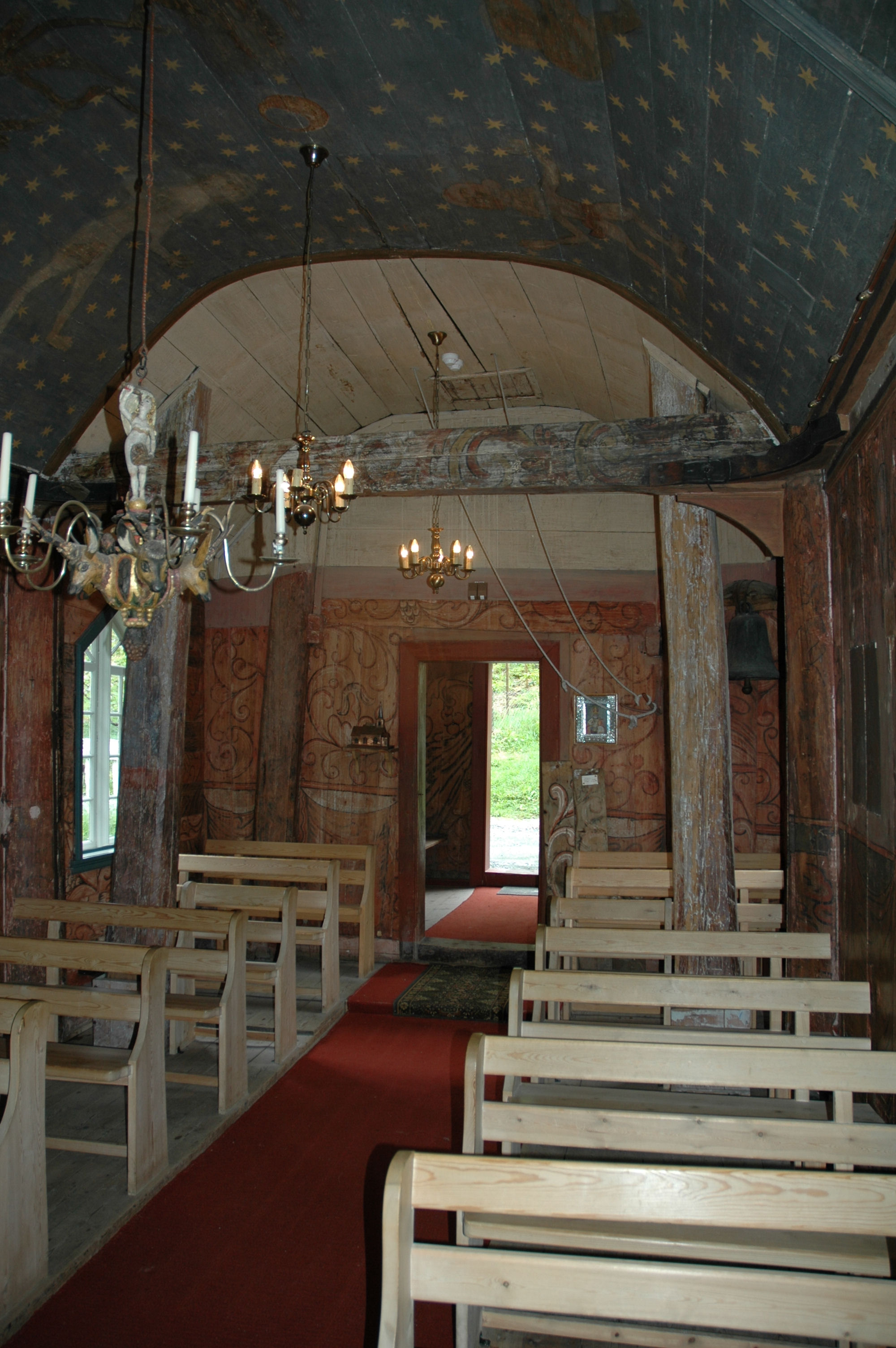
Interiör med takmålningar och stolpar. De snedställda tillhör den inbyggda klockstapeln.

Kyrkan renoverades och utvidgades under slutet av 1600-talet och klockstapeln införlivades i kyrkan som  klocktorn. Den gamla loftgången revs och väggarna kläddes med brädor. Spiran på kyrktornet, som hade skadats i en storm, byggdes upp igen mellan 1693 och 1695.
Vid en renovering år 1961 togs flera lager målarfärg bort invändigt och de ursprungliga dekorationerna med mytiska djur och symboler frilades. År 1984 fick kyrkan nytt golv och brädklädning. Taket och kyrktornet har också renoverats.